# Tectaria dolichosora
Tectaria dolichosora är en ormbunkeart som beskrevs av Edwin Bingham Copeland. Tectaria dolichosora ingår i släktet Tectaria och familjen Tectariaceae. Inga underarter finns listade.